# Challenger (álbum)
Challenger es el tercer álbum de estudio de la banda estadounidense de metalcore Memphis May Fire. El álbum fue lanzado el 26 de junio de 2012 a través de Rise Records. La banda lanzó el primer sencillo, "Prove Me Right", el 24 de mayo. También lanzaron la quinta pista del álbum, "Vices", el 13 de junio como segundo sencillo del álbum. El 18 de junio, todas las canciones se subieron a YouTube en la página de Rise Records. El álbum debutó en el puesto 16 en el Billboard 200, vendiendo más de 18.000 copias en su primera semana.
Es el primer álbum que tiene al guitarrista rítmico Anthony Sepe, quien reemplazó al miembro original Ryan Bentley luego de su salida en abril de 2011.

## Lista de canciones
Todas las letras escritas por Matty Mullins, toda la música compuesta por Kellen McGregor y Memphis May Fire.

| N.º | Título                                                  | Duración |  |
| 1.  | «Without Walls»                                         | 1:42     |  |
| 2.  | «Alive in the Lights»                                   | 4:11     |  |
| 3.  | «Prove Me Right»                                        | 4:08     |  |
| 4.  | «Red in Tooth & Claw»                                   | 4:14     |  |
| 5.  | «Vices»                                                 | 4:08     |  |
| 6.  | «Legacy»                                                | 4:04     |  |
| 7.  | «Miles Away» (con Kellin Quinn de Sleeping with Sirens) | 4:12     |  |
| 8.  | «Jezebel»                                               | 4:21     |  |
| 9.  | «Losing Sight» (con Danny Worsnop de Asking Alexandria) | 3:40     |  |
| 10. | «Generation: Hate»                                      | 4:27     |  |
| 11. | «Vessels»                                               | 2:46     |  |

## Personal
Memphis May Fire
- Matty Mullins – vocalista líder
- Kellen McGregor – guitarrista líder
- Anthony Sepe – guitarra rítmica
- Cory Elder – bajo
- Jake Garland – batería

Músicos adicionales
- Kellin Quinn: voz (pista 7).
- Danny Worsnop: voz (pista 9).